# Province de Santa Cruz (Cajamarca)
La province de Santa Cruz (en espagnol : Provincia de Santa Cruz) est l'une des treize provinces de la région de Cajamarca, dans le nord-ouest du Pérou. Son chef-lieu est la ville de Santa Cruz de Succhabamba. La province fait partie du diocèse de Chiclayo.

## Géographie
La province couvre une superficie de 1 417,93 km2. Elle est limitée au nord par la province de Chota, à l'est par la province de Hualgayoc, au sud par la province de San Miguel et à l'ouest par la région de Lambayeque.

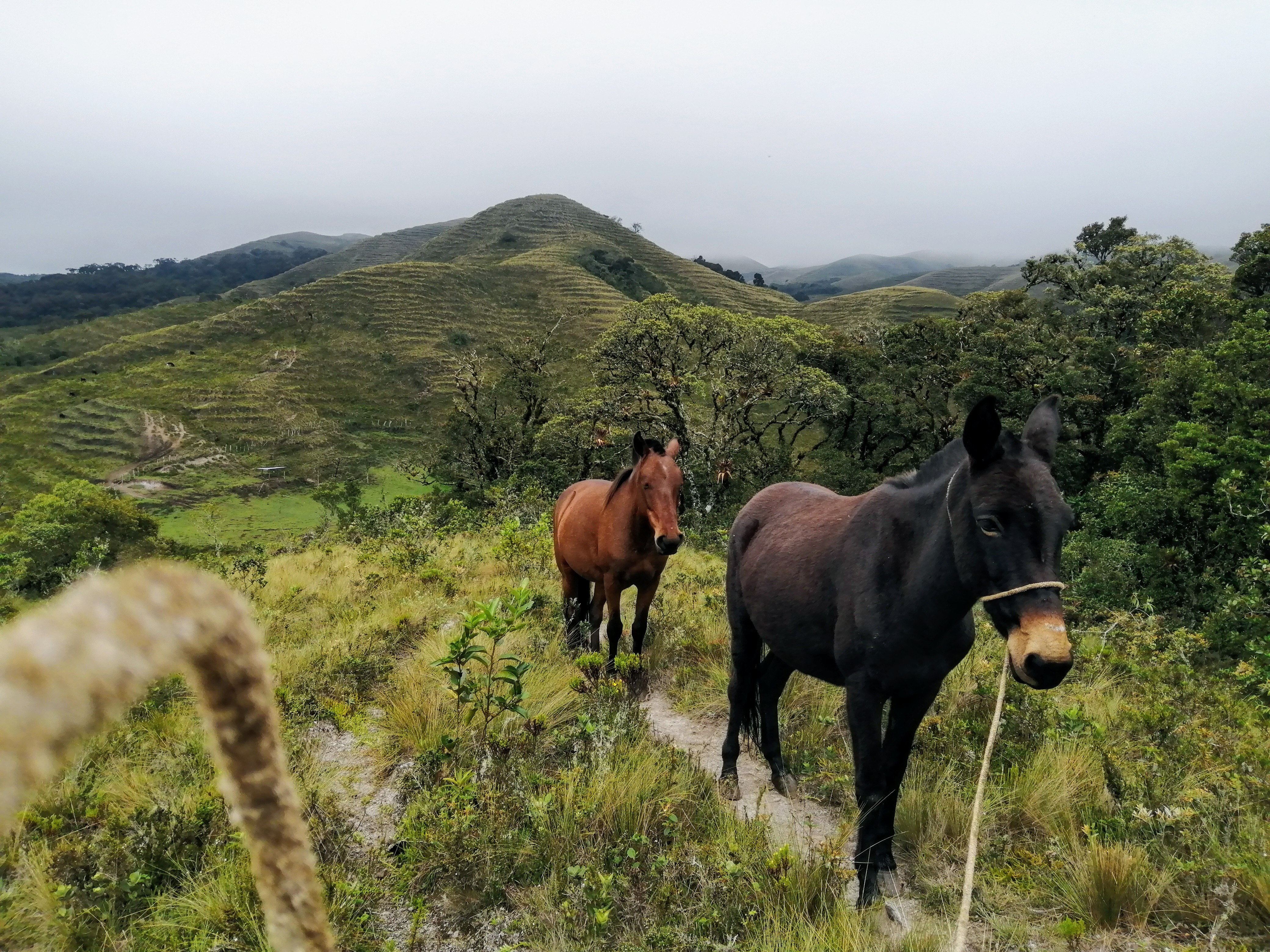
Zone tampon du refuge faunique de la forêt nuageuse d'Udima.

## Histoire
La province de Santa Cruz a été fondée le 21 avril 1950.

## Population
La population de la province s'élevait à 316 152 habitants en 2007.

## Subdivisions
La province de Santa Cruz est divisée en onze districts :
- Andabamba
- Catache
- Chancaybaños
- La Esperanza
- Ninabamba
- Pulán
- Santa Cruz
- Saucepampa
- Sexi
- Uticyacu
- Yauyucan